# Alternativne tehnologije
Alternativna tehnologija odnosi se na tehnologiju koja je prijateljski orijentirana prema ekologiji više od funkcionalno ekvivalentnih tehnologija dominantnih u sadašnjoj praksi. 
Cilj alternativne tehnologije je štedljivo korištenje resursa za razliku od prakse trenutno postojeće rasipne industrije. Bitno je da se cilj ostvaruje uz minimalnu štetu za okoliš, po pristupačnoj cijeni i s odgovarajućim stupnjem kontrole procesa. Značenje ove tehnologije je od velike važnosti za zemlje u razvoju zbog niske cijene i jednostavnosti održavanja sustava.

## Uvod
Alternativne tehnologije su dio politike za zaštitu okoliša. Postavljaju se neka politička pitanja koja se odnose na alternativne tehnologije: jesu li praktične za široku primjenu bez obzira na njihovu troškovnu učinkovitost; hoće li široka primjena negativno utjecati na gospodarstvo, način života ili na okoliš; kako potaknuti brzo usvajanje; jesu li javne subvencije za usvajanje primjerene; koje tehnologije po državnim propisima treba koristiti, ako postoje propisi, i kako bi trebalo regulirati ekološki nezdrave tehnologije i prakse; koja je tehnološka istraživanja potrebno napraviti i kako bi trebala biti financirana; koje područje alternativne tehnologije treba provesti.
Izraz je osmislio Peter Harper, jedan od osnivača Centra za alternativne tehnologije, Sjeverni Wales (poznat kao „Kamenolom“), u časopisu „Undercurrents“ sedamdesetih godina.
Ova vrsta tehnologije se najbolje može

razviti u proizvodnim zajednicama malih 

regija. Takve zajednice imaju važnu ulogu

u pripremi post-revolucionarnog društva.

Organizacija kolektivnog načina života s

potpuno razvijenom odgovarajućom

tehnologijom i proizvodnjom pokazat će se

iznimno vrijednom kada dođe vrijeme za

temeljnu promjenu ekonomskih odnosa.

P.Harper, 1970.
AT pokret je razvio viziju društva sastavljenog od 
običnih ljudi koji žive u autonomnim samozadovoljnim zajednicama
(sela ili urbane okolice gradova): vrtovi s naprednim organskim tehnologijama,
polja s raznolikim nasadima i mala produktivna gospodarstva, kanalizacije pretvorene u gnojiva za vrtove s ugrađenim generatorima za dobivanje bioplina i plina za domaćinstvo, ugrađeni solarne ploče za grijanje i dobivanje tople vode za higijenu, vjetroturbine za generiranje električne energije, male
radionice za obrtničku proizvodnju i popravak alata itd.
Neke alternativne tehnologije su bile u prošlosti ili će u budućnosti postati široko usvojene, nakon čega se možda više neće moći smatrati "alternativnima". Na primjer, korištenje vjetro-turbina za proizvodnju električne energije.
U alternativne tehnologije spadaju:
1. anaerobna razgradnja biomase (dobivanje bioplina)
2. kompostiranje
3. gorivi članci
4. goriva za automobile osim benzina i dizela (biodizel, biljno ulje kao gorivo)
5. korištenje komunalne otpadne voda
6. solarne ploče (silikonske ili titan oksidne)
7. Mehaničko biološka obrada
8. recikliranje
9. vjetroturbine

## Anaerobna razgradnja biomase
Pojam bioplin se odnosi na metan nastao anaerobnom razgradnjom biomase. Naime, ako se biomasa razgrađuje uz prisustvo zraka nastat će kompost, a iz kompostne hrpe izlazit će jedino CO2. No ako se biomasa stavi u anaerobne uvjete, što se u praksi izvodi potapanjem u vodu, razgradnju će preuzeti anaerobni mikroorganizmi koji djeluju bez prisutstva zraka. Nusprodukt metabolizma anaerobnih bakterija je zapaljivi plin metan (CH4). Kao biomasa za proizvodnju bioplina najčešće se koristi ljudski i životinjski izmet, no moguće ga je kombinirati i s nekim poljoprivrednim otpacima. Kad to uvjeti dozvoljavaju bioplin se često sakuplja i na odlagalištima otpada, jer preko 30% ukupnog otpada koji završi na deponijima sačinjava organski otpad. Tako proizvedeni bioplin se najčešće koristi za grijanje ili kuhanje, a može se njime pogoniti i motor s unutrašnjim izgaranjem za proizvodnju električne energije. Za proizvodnju bioplina koriste se digestori - podzemni ili nadzemni spremnici s odgovarajućim priključcima za dovod biomase i odvodnju nastalog bioplina. Digestori, ovisno o količini dostupne biomase variraju u veličini, od malih kod kojih se za sakupljanje biomase koristi 200 litarska bačva, do toliko velikih da mogu podnijeti kapacitete cijelih naselja. Nusprodukt proizvodnje bioplina je tekuća tvar koja se u poljoprivredi koristi kao gnojivo za prehranu tla.